# わたりむつこ
わたり むつこ（1939年〈昭和14年〉8月8日 - ）は、日本の絵本作家、児童文学作家。本名、池田 睦子。
宮城県白石市出身。1962年、東京女子大学文理学部日本文学科を卒業。卒業後は児童文学同人『バオバブ』を結成。1963年に結婚してアラスカに2年居住し、1971年に「アラスカの七つ星」でデビューする。『バオバブ』に連載した長編ファンタジー『はなはなみんみ物語』で、1980年度サンケイ児童出版文化賞を受賞。『もりのおとぶくろ』で2011年度サンケイ児童出版文化賞ニッポン放送賞を受賞。

## 作品
- 『もりのおとぶくろ』（出久根育絵、のら書店）
- 『もめんのろばさん』（降矢奈々絵、ポプラ社）
- 『こよみともだち』（真島節子絵、福音館書店）
- 『くまたのねんがじょう』（山本祐司絵、童心社）
- 『があこちゃん』（はたこうしろう絵、教育画劇）
- 『ボーボだいすき』（真島節子絵、PHP研究所）
- 『ふゆごもりのひまで』（本庄久子絵、リブリオ出版）
- 『おつきみパーティー』 （本庄久子絵、リブリオ出版）
- 『なつのぼうけん』（本庄久子絵、リブリオ出版）
- 『いちばんすてきなひ』（本庄久子絵、リブリオ出版）
- 『びっくりおかお』（どいかや絵、ポプラ社）
- 『おめんがぱっ!』（どいかや絵、ポプラ社）
- 『いないいないだあれ』（どいかや絵、ポプラ社）
- 『にゃにゃのまほうのふろしき』（どいかや絵、ポプラ社）
- 『ななのタンスはふしぎがいっぱい』（中村悦子絵、教育画劇）
- 『そらからきたボーボ』（真島節子絵、PHP研究所）
- 『ペペとチッチ』（降矢奈々絵、あかね書房）
- 『そでふりすずめ』（真島節子絵、福音館書店）
- 『ふくねずみすごろくばなし』（真島節子絵、福音館書店）
- 『ゆきこんこまつりの日』（真島節子絵、PHP研究所）
- 『金色の時間』（鹿目佳代子絵、文渓堂）
- 『ゆらは11ばんめ』（田中秀幸絵、学研マーケティング）
- 『まわれ! 青いまほう玉』（スズキコージ絵、あかね書房）
- 『あかいくまくんいいにおい!』（津尾美智子絵、国土社）
- 『じゃんけんぽんでかくれんぼ!』（津尾美智子絵、国土社）
- 『マウスアイランドのなつやすみ』（真島節子絵、PHP研究所）
- 『あかいくまくんこんにちは!』（津尾美智子絵、国土社）
- 『ちゅっちゅっポルカでポポをさがせ』（真島節子絵、PHP研究所）
- 『手のひらカスタネット』（黒岩章人絵、国土社）
- 『どうぶつ山のクリスマス』（久保雅勇絵、童心社）
- 『おさかなぼうやとっぺくん』（真島節子絵、講談社）
- 『てんさらばさらてんさらばさら』（真島節子絵、福音館書店）
- 『げんきさんからのてがみ』（浜田桂子絵、あかね書房）
- 『ようふくぱーてぃひらきます』（わたりむつこ絵、童心社）
- 『月魔法』（高田美苗絵、ケイエス企画〈東京〉、偕成社）
- 『霧に消えた少女』（秋元純子絵、国土社）
- 『ミミナガさんの耳はマジック』（東逸子絵、フレーベル館）
- 『たんじょうのきろく』（本庄久子絵、リブリオ出版）
- 『いちごばたけのちいさなおばあさん』（中谷千代子絵、福音館書店）
- 『防波堤』（鹿目佳代子絵、小学館）
- 『とっかりこっこのこもりうた』（鹿目佳代子絵、リブリオ出版）
- 『があこちゃんのたんじょうび』（中島潔絵、フレーベル館）
- 『あかやねさん』（斎藤としひろ絵、小学館）
- 『はなはなみんみ物語』（本庄久子絵、リブリオ出版）
- 『ゆらぎの詩の物語』（本庄久子絵、リブリオ出版）
- 『よみがえる魔法の物語』（本庄久子絵、リブリオ出版）
- 『ふしぎなエレベーター』（佐々木マキ絵、フレーベル館）
- 『おすましがあこちゃん』（山本かずこ絵、フレーベル館）
- 『空にのぼったクッキーおばさん』（真島節子絵、太平出版社）
- 『くうちゃん』（鹿目佳代子絵、太平出版社）
- 『おくりものをもらったサンタさん』（小太刀克夫絵、太平出版社）
- 『アラスカの七つ星』（依光隆絵、毎日新聞社）